# Erzbistum Lucca
Das Erzbistum Lucca (lateinisch: Archidioecesis Lucensis, italienisch: Arcidiocesi di Lucca) ist eine in Italien gelegene Erzdiözese der römisch-katholischen Kirche. Das Erzbistum ist immediat, d. h., es ist direkt dem Papst unterstellt und damit weder als Suffraganbistum einer Kirchenprovinz zugeordnet noch selbst Sitz eines Metropoliten.
Das Erzbistum Lucca wurde als Bistum im 1. Jahrhundert gegründet und am 11. September 1727 zum Erzbistum erhoben.

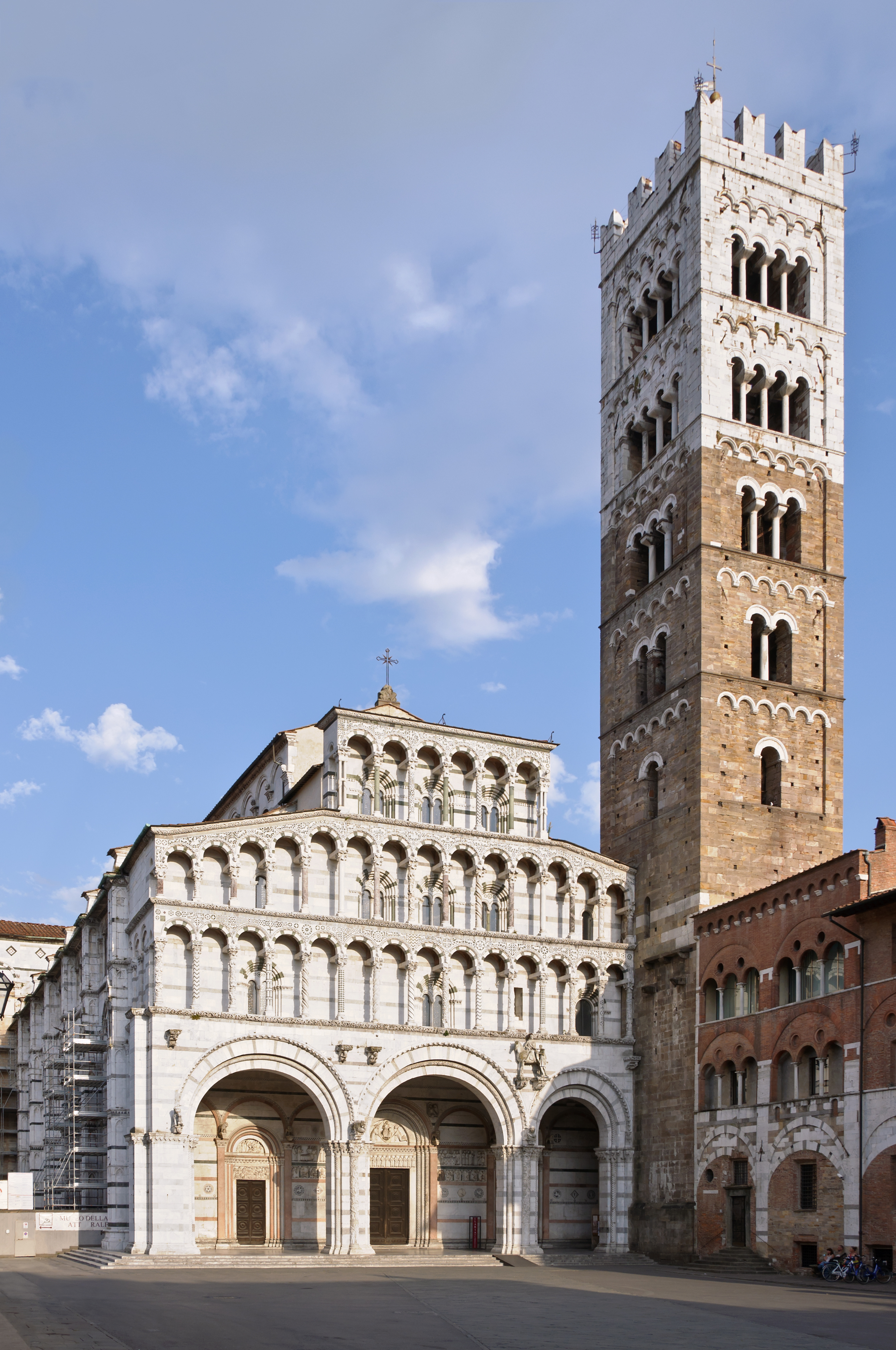
Kathedrale San Martino in Lucca